# Símbolos de Zapotlán el Grande

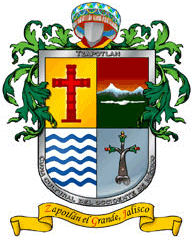
Escudo de Armas.

El Escudo de Zapotlán el Grande es el emblema que representa al municipio, el cual es usado por el gobierno municipal de Zapotlán como sello en todos sus documentos oficiales, asimismo el escudo tiene un gran valor histórico para el municipio pues en el mismo se representa un árbol de zapote del cual tomó su nombre la localidad, en la actualidad la versión del escudo más usada (ver imagen) difiere un poco de la descripción original.

## Descripción
La descripción original del escudo zapopano es la siguiente:
Está acuartelado en cuatro campos y termina en punta con marco de plata. En el primer cuartel está una cruz, en el segundo cuartel está la Sierra Madre con sus dos montañas, el Nevado de Colima y el volcán Colima. En la parte inferior está un cuartel que simboliza el agua de regadío y en segundo cuartel está el glifo náhuatl de Zapotlán.
En la parte superior esta un danzante con plumas en color verde que engalana el escudo municipal, en la parte inferior está un listón con la leyenda de Zapotlán el Grande, Jalisco.

## Bandera
La bandera del municipio de Zapotlán el Grande es el emblema que representa a este municipio y es utilizado por el Ayuntamiento como símbolo representativo de la ciudad desde el año de 2014.
Dicha bandera está dividida en dos campos, uno verde que parte desde el mástil y el otro oro con escudo de Zapopan al centro.